# Associação Professor Artur Novaes 2020-2021
Questa voce raccoglie le informazioni riguardanti l'Associação Professor Artur Novaes nella stagione 2020-2021.

## Stagione
L'Associação Professor Artur Novaes utilizza denominazione sponsorizzata APAN/Eleva/Blumenau nella stagione 2020-21.
In Superliga Série A chiude la regular season al sesto posto, qualificandosi per i play-off scudetto, dove viene eliminata in due giochi dal Minas, piazzandosi al sesto posto nella classifica finale.
Esce di scena ai quarti di finale anche in Coppa del Brasile, cedendo in tre set alla Funvic e ottenendo un settimo posto finale.

## Organigramma societario
Area direttiva
- Presidente: Luis Fernando Novaes

Area tecnica
- Allenatore: André Donegá

## Rosa
| N° | Nome               | Ruolo | Data di nascita  | Nazionalità sportiva |
| -- | ------------------ | ----- | ---------------- | -------------------- |
| 1  | César de Paula     | P     | 19 dicembre 1991 | Brasile              |
| 2  | Filipe Barbosa     | L     | 15 luglio 1992   | Brasile              |
| 4  | Franco Paese       | O     | 1º marzo 1990    | Brasile              |
| 5  | Arthur Pereira     | C     | 11 aprile 1994   | Brasile              |
| 7  | Rafael de Bairros  | O     | 16 febbraio 1996 | Brasile              |
| 8  | Gabriel Pessoa     | S     | 14 aprile 1993   | Brasile              |
| 9  | Renato Russomanno  | S     | 5 gennaio 1983   | Brasile              |
| 11 | Ricardo Schueroff  | S     | 22 aprile 1989   | Brasile              |
| 12 | Alexandre Monteiro | S     | 28 novembre 1992 | Brasile              |
| 13 | Ialisson de Amorin | C     | 6 maggio 1986    | Brasile              |
| 14 | Deivid Costa       | C     | 26 aprile 1988   | Brasile              |
| 15 | Rainier Schmidt    | L     | 12 novembre 2003 | Brasile              |
| 16 | Lucas Fonseca      | C     | 19 giugno 1998   | Brasile              |
| 17 | Evandro Batista    | P     | 22 agosto 1981   | Brasile              |
| 18 | Leandro dos Santos | O     | 2 aprile 1992    | Brasile              |
| 19 | Vitor Dias         | P     | 12 marzo 1991    | Brasile              |
| 20 | Fábio Rodrigues    | S     | 26 luglio 1995   | Brasile              |

## Statistiche

### Statistiche di squadra
| Competizione      | Punti | In casa | In casa | In casa | In trasferta | In trasferta | In trasferta | Totale | Totale | Totale |
| Competizione      | Punti | G       | V       | P       | G            | V            | P            | G      | V      | P      |
| ----------------- | ----- | ------- | ------- | ------- | ------------ | ------------ | ------------ | ------ | ------ | ------ |
| Superliga Série A | 33    | 12      | 7       | 5       | 12           | 4            | 8            | 24     | 11     | 13     |
| Coppa del Brasile | -     | 0       | 0       | 0       | 1            | 0            | 1            | 1      | 0      | 1      |
| Totale            | -     | 12      | 7       | 5       | 13           | 4            | 9            | 25     | 11     | 14     |

### Statistiche dei giocatori
| Giocatore     | Superliga Série A | Superliga Série A | Superliga Série A | Superliga Série A | Superliga Série A |
| Giocatore     | P                 | PT                | AV                | MV                | BV                |
| ------------- | ----------------- | ----------------- | ----------------- | ----------------- | ----------------- |
| F. Barbosa    | 24                | 0                 | 0                 | 0                 | 0                 |
| E. Batista    | 24                | 48                | 25                | 18                | 5                 |
| D. Costa      | 24                | 131               | 85                | 36                | 10                |
| I. de Amorin  | 23                | 155               | 95                | 53                | 7                 |
| R. de Bairros | 15                | 35                | 35                | 0                 | 0                 |
| C. de Paula   | 13                | 1                 | 1                 | 0                 | 0                 |
| V. Dias       | 12                | 1                 | 0                 | 1                 | 0                 |
| L. dos Santos | 2                 | 56                | 53                | 3                 | 4                 |
| L. Fonseca    | 15                | 64                | 45                | 13                | 6                 |
| A. Monteiro   | 11                | 21                | 19                | 1                 | 1                 |
| F. Paese      | 23                | 384               | 339               | 36                | 9                 |
| A. Pereira    | 4                 | 3                 | 1                 | 1                 | 1                 |
| G. Pessoa     | 24                | 198               | 173               | 16                | 9                 |
| F. Rodrigues  | 20                | 125               | 108               | 17                | 0                 |
| R. Russomanno | 19                | 24                | 23                | 1                 | 0                 |
| R. Schmidt    | -                 | -                 | -                 | -                 | -                 |
| R. Schueroff  | 7                 | 8                 | 8                 | 0                 | 0                 |

P = presenze; PT = punti totali; AV = attacchi vincenti; MV = muri vincenti; BV = battute vincenti

NB: Non sono disponibili i dati relativi alla Coppa del Brasile e, di conseguenza, quelli totali.